# Francesc Borrull i Ramon
Francesc Borrull i Ramon (València, 12 d'octubre de 1695 - Sant Mateu, 5 d'agost de 1758), fou bisbe de Tortosa.

## Biografia
Francesc Borrull, fill del jurista i eminent filipista Pere Josep Borrull d'Arvizu, catedràtic de Codi i d'Institucions a la universitat de València, regent del Suprem Consell d'Aragó i més tard, fiscal del Consell de Castella, i de Maria Bernarda Ramon, neix a València el 12 d'octubre de 1695. A la mort del seu pare en 1708, la seva mare l'envia a educar-se amb Marcel·lí Siuri i Navarro, bisbe d'Ourense, amic de la família.
Més tard torna a València on entra a la universitat, i malgrat les dificultats socials i acadèmiques provocades per la Guerra de Successió, pot doctorar-se en ambdós drets, Civil (1719) i Canònic (1722).
Amb la intenció de perfeccionar els seus coneixements de Dret Canònic i per fer carrera eclesiàstica, marxa a Roma on aconsegueix que Tomás Nuñez, auditor degà del tribunal de la Rota, el nomene coadjutor o ajudant d'estudi. A petició de Felip V, el 22 de juny de 1735 el papa Climent XII el nomena canonge de la catedral de València.
Tornat a València, és nomenat jutge sinodal, comissari de croada i vicari general sede vacante, i elegit rector de la universitat el 1740, càrrec en què es manté fins a 1743.
El 13 d'abril de 1752, a proposta del rei Ferran VI, és nomenat per a ocupar una plaça d'auditor en el tribunal de la Rota. I ocupà el càrrec de prelat domèstic del papa Benet XIV, qui li concedeix el 25 d'abril de 1755 la dignitat de tresorer de la catedral de Tarassona.
Ferran VI, el 25 de setembre de 1757, el nomena bisbe de Tortosa, és preconitzat immediatament pel papa, i consagrat el 2 d'octubre del mateix any pel cardenal Joaquín Portocarrero. Abans de partir, el papa li concedeix el títol de bisbe assistent al soli pontifici, i ell envia la Carta Pastoral dirigida a sus Feligreses, manifestándoles su elección, lletra de presentació i salutació al clergat i poble de la diòcesi de Tortosa, que fou llegida en el Capítol de la Seu el 16 de novembre.
El bisbe fou rebut als límits de la diòcesi per dos capitulars que l'acompanyen cap a Tortosa, i tot el seguici i l'ambaixada del Capítol recalen al convent dels Caputxins, per descansar i preparar l'entrada solemne a la Seu. El 24 de novembre de 1757, acompanyat del Capítol, Ajuntament, Autoritats civils i militars, Comunitats, ordes religiosos i entitats cíviques, arriba a l'església catedral.
En el breu temps que regí la diòcesi, deu mesos, Francesc Borrull destaca per la seva activitat pastoral, visitant personalment moltes parròquies del bisbat, predicant i socorrent els necessitats. El 3 de maig de 1758 estava a Alcanar fent-hi una visita pastoral, de camí cap a Castelló i els arxiprestats de més al sud de la diòcesi. El 20 de juny de 1758 el bisbe ja visitava Nules i a principis d'agost del mateix any, de tornada, estant a la Salzadella, cau malalt, i és traslladat a Sant Mateu, a casa d'uns parents seus, els Vilanova —actualment l'anomenat Palau Borrull. Mor el 5 d'agost de 1758, i el seu cos fou soterrat a la capella de la Passió de l'església arxiprestal, de la qual eren patrons el Vilanova, el 8 d'agost amb uns funerals solemnes.

## Obra
- Dissertatio de legibus Hispaniae prohibentibus beneficia eclesiastica extevis conferri, et de obreptionis vitio Rescrepti Regis Cat. quo instante D. Zelada declaratur omnes ujusdem filios capaces esse Beneficiorum Hisp. Romae, 1732. Disertació i Memorial dirigit al rei per denunciar l'obrepció d'un personatge resident a Roma, per obtenir beneficis indeguts pels seus fills.[14]
- Decisiones Sanctae Rotae Romanae Romae: Typographia R. Camerae Apost., 1755-1757. 2 volums.[14]
- Dissertatio canonica pro canonicis Ecclesiae Metrop. Val. in qq. nuper motis à Parrochis ejusdem civitatis adversus alteram à Parrochis typis mandatam, et in vulgus sparsam. Romae : Typogr. Ant. Fulgoni, 1755. Tracta de les obligacions de les parròquies i dels rectors de les mateixes quant a les exèquies reials.[14]
- Carta Pastoral dirigida a sus Feligreses, manifestándoles su elección. En Roma: por Octavio Puccinelli, 1757.[14]
- Representación a su Magestad oponiéndose a que se imponga a los pueblos del obispado de Tortosa tributo alguno sobre el vino, para la manutención de la Casa de la Misericordia de Valencia. Valencia: Benito Monfort, 1758.[14]
- Exposición al Consejo Real, sobre competer al Rector de la Universidad de Valencia la facultad de suspeder por pocos días a los Catedráticos que no le obedecen, o le pierden el respeto, e imponerles una ligera multa. Sobre una cas ocorregut mentre fou Rector.[14]
- Oratio inauguralis in S. Rotae Romanae instalatione Kal Oct. an. 1753. De ejusdem laudibus. Oració preceptiva a l'ocupar el càrrec d'auditor de la Rota.[14]